# Païta
Païta es una comuna en los suburbios de Numea, en la Provincia Sur de Nueva Caledonia, un territorio de ultramar de Francia en el océano Pacífico. El aeropuerto internacional de Nueva Caledonia, el Aeropuerto Internacional La Tontouta, se encuentra allí.

## Cultura

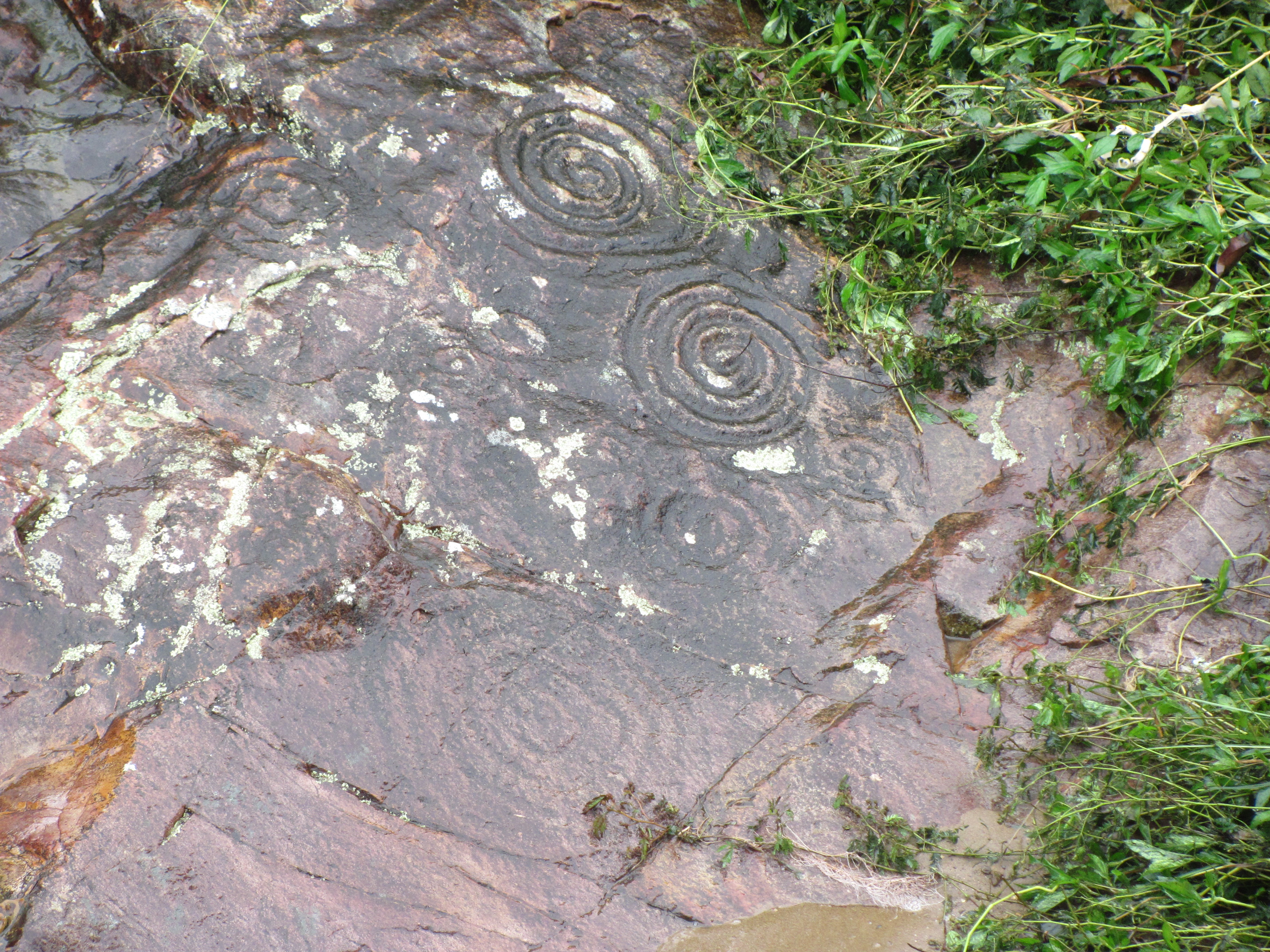
Petroglifos cerca de Païta

En el norte de la comuna se puede visitar los restos de la antigua estación del único ferrocarril en Nueva Caledonia, inaugurado en 1914 y cerrado en 1939. Una pequeña locomotora se halla al lado del muelle de carga bien conservado. El monasterio Noviciat des Soeurs Maristes fundado en 1960 con una capilla construida en 1966 se ubica a 2 km de la antigua estación.
En el sudeste de Païta se puede visitar petroglifos que posiblemente son del segundo milenario antes de Jesucristo.

## Clima
| Parámetros climáticos promedio de Aeropuerto Internacional La Tontouta, Païta (1981–2010) | Parámetros climáticos promedio de Aeropuerto Internacional La Tontouta, Païta (1981–2010) | Parámetros climáticos promedio de Aeropuerto Internacional La Tontouta, Païta (1981–2010) | Parámetros climáticos promedio de Aeropuerto Internacional La Tontouta, Païta (1981–2010) | Parámetros climáticos promedio de Aeropuerto Internacional La Tontouta, Païta (1981–2010) | Parámetros climáticos promedio de Aeropuerto Internacional La Tontouta, Païta (1981–2010) | Parámetros climáticos promedio de Aeropuerto Internacional La Tontouta, Païta (1981–2010) | Parámetros climáticos promedio de Aeropuerto Internacional La Tontouta, Païta (1981–2010) | Parámetros climáticos promedio de Aeropuerto Internacional La Tontouta, Païta (1981–2010) | Parámetros climáticos promedio de Aeropuerto Internacional La Tontouta, Païta (1981–2010) | Parámetros climáticos promedio de Aeropuerto Internacional La Tontouta, Païta (1981–2010) | Parámetros climáticos promedio de Aeropuerto Internacional La Tontouta, Païta (1981–2010) | Parámetros climáticos promedio de Aeropuerto Internacional La Tontouta, Païta (1981–2010) | Parámetros climáticos promedio de Aeropuerto Internacional La Tontouta, Païta (1981–2010) |
| Mes                                                                                       | Ene.                                                                                      | Feb.                                                                                      | Mar.                                                                                      | Abr.                                                                                      | May.                                                                                      | Jun.                                                                                      | Jul.                                                                                      | Ago.                                                                                      | Sep.                                                                                      | Oct.                                                                                      | Nov.                                                                                      | Dic.                                                                                      | Anual                                                                                     |
| ----------------------------------------------------------------------------------------- | ----------------------------------------------------------------------------------------- | ----------------------------------------------------------------------------------------- | ----------------------------------------------------------------------------------------- | ----------------------------------------------------------------------------------------- | ----------------------------------------------------------------------------------------- | ----------------------------------------------------------------------------------------- | ----------------------------------------------------------------------------------------- | ----------------------------------------------------------------------------------------- | ----------------------------------------------------------------------------------------- | ----------------------------------------------------------------------------------------- | ----------------------------------------------------------------------------------------- | ----------------------------------------------------------------------------------------- | ----------------------------------------------------------------------------------------- |
| Temp. máx. abs. (°C)                                                                      | 37.5                                                                                      | 37.9                                                                                      | 38.1                                                                                      | 35.7                                                                                      | 33.2                                                                                      | 33.2                                                                                      | 31.2                                                                                      | 31.1                                                                                      | 34.8                                                                                      | 35.1                                                                                      | 36.8                                                                                      | 37.5                                                                                      | 38.1                                                                                      |
| Temp. máx. media (°C)                                                                     | 31.3                                                                                      | 31.2                                                                                      | 30.2                                                                                      | 28.8                                                                                      | 26.9                                                                                      | 25.2                                                                                      | 24.2                                                                                      | 24.4                                                                                      | 26.3                                                                                      | 28.1                                                                                      | 29.4                                                                                      | 30.9                                                                                      | 28.1                                                                                      |
| Temp. media (°C)                                                                          | 26.5                                                                                      | 26.6                                                                                      | 25.8                                                                                      | 24.2                                                                                      | 22.3                                                                                      | 20.6                                                                                      | 19.3                                                                                      | 19.4                                                                                      | 20.6                                                                                      | 22.4                                                                                      | 24.0                                                                                      | 25.6                                                                                      | 23.1                                                                                      |
| Temp. mín. media (°C)                                                                     | 21.7                                                                                      | 22.0                                                                                      | 21.5                                                                                      | 19.6                                                                                      | 17.6                                                                                      | 16.1                                                                                      | 14.4                                                                                      | 14.3                                                                                      | 15.0                                                                                      | 16.8                                                                                      | 18.7                                                                                      | 20.3                                                                                      | 18.2                                                                                      |
| Temp. mín. abs. (°C)                                                                      | 14.7                                                                                      | 15.6                                                                                      | 12.2                                                                                      | 12.0                                                                                      | 9.0                                                                                       | 6.8                                                                                       | 6.4                                                                                       | 6.3                                                                                       | 7.8                                                                                       | 8.9                                                                                       | 10.7                                                                                      | 13.4                                                                                      | 6.3                                                                                       |
| Precipitación total (mm)                                                                  | 108.5                                                                                     | 127.8                                                                                     | 133.6                                                                                     | 64.4                                                                                      | 68.1                                                                                      | 73.0                                                                                      | 60.6                                                                                      | 64.1                                                                                      | 29.1                                                                                      | 33.8                                                                                      | 54.3                                                                                      | 80.0                                                                                      | 897.3                                                                                     |
| Días de precipitaciones (≥ 1 mm)                                                          | 8.7                                                                                       | 9.6                                                                                       | 10.5                                                                                      | 6.5                                                                                       | 6.8                                                                                       | 7.5                                                                                       | 7.1                                                                                       | 6.3                                                                                       | 3.7                                                                                       | 3.1                                                                                       | 5.0                                                                                       | 5.9                                                                                       | 80.7                                                                                      |
| Horas de sol                                                                              | 218.6                                                                                     | 187.5                                                                                     | 187.8                                                                                     | 186.0                                                                                     | 169.8                                                                                     | 152.9                                                                                     | 177.0                                                                                     | 203.0                                                                                     | 224.5                                                                                     | 250.7                                                                                     | 237.9                                                                                     | 243.4                                                                                     | 2439.1                                                                                    |
| Fuente: Météo-France                                                                      |                                                                                           |                                                                                           |                                                                                           |                                                                                           |                                                                                           |                                                                                           |                                                                                           |                                                                                           |                                                                                           |                                                                                           |                                                                                           |                                                                                           |                                                                                           |